# امانگاه میهنه-چهچهه
امانگاه میهنه-چهچهه (به ترکمنی: Mäne-Çäçe çäkli goraghanasy، مأنه-چأچه چأکلی قوْراغ‌حاناسؽ) یک منطقه حفاظت‌شده در ترکمنستان است.
این امانگاه بخشی است از منطقه حفاظت‌شده طبیعی کوپت‌داغ.